# 2 (tal)
 For alternative betydninger, se 2 (flertydig). (Se også artikler, som begynder med 2)
2 (to) er:
- Det naturlige tal efter 1, derefter følger 3.
- Et heltal.
- Det første lige naturlige tal.
- Et fakultetstal, idet 2! = 2.
- Det mindste primtal (og naturligvis det eneste lige primtal). Desuden et fakultetsprimtal (1! + 1)
- Det tredje af fibonaccis tal
- Grundtallet i det binære talsystem.

Det danske ord "to" deler etymologi med de andre indoeuropæiske sprogs ord for det samme og lader ikke til at have nogen bagvedliggende betydning. Angående den gamle bøjning af navneord i total (dualis): se under 3.

## Kemi
- Grundstoffet helium har atomnummer 2

## Astronomi
- Månerne om en given planet, ud over Jordens egen måne, er traditionelt blevet tildelt romertal: På den måde har Mars' måne Deimos, Jupitermånen Europa, Saturnmånen Enceladus, Uranus-månen Umbriel, Neptun-månen Nereid og Plutos måne Nix alle fået romertallet II.

## I matematik
- To punkter i en plan definerer en ret linje.
- Binomialkoefficienten er defineret på 2 størrelser, nemlig antallet af k delmængder af en objektmængde med n elementer {\displaystyle {n \choose k}}.
- En graf består af 2 mængder; nemlig mængden af knuder og kanter.
- {\displaystyle {\sqrt {2}}} var det første kendte irrationale tal.
- 2 + 2 = 2 * 2 = 2² : Ingen andre tal har denne egenskab.
- Permutation af 2 elementer i en gruppe kaldes for en transposition.
- Uendelig produktet: {\displaystyle \prod _{k=2}^{\infty }(1+{\frac {1}{2^{k}-2}})=2}
- 2 er det eneste heltal der ligger mellem konstanterne φ og e.
- Et lige tal er et multiplum af 2.
- 2 (to) udgør sammen med 3 (tre) og 4 (fire) de eneste tre tal, hvis navn har lige så mange bogstaver som tallets værdi.[1]

### To-dimensionelle objekter
- Linje
- Cirkel
- Kvadrat
- Parallelogram
- Trekant
- Trapez
- Regulær polygon
- Ellipse
- Parabel
- Plan
- Matrix

## Andet
Der er:
- 2 hjul på en cykel.
- 2 i en duo.
- 2 i et par
- Det gamle ord "tvende"
- 2 spillere i et spil skak og i mange andre brætspil.
- 2 hold i en fodbold kamp og mange andre sportsgrene.
- 2 sider på en mønt; plat og krone.
- 2 dage på en normal weekend, nemlig lørdag og søndag.
- I bowling får man en spare, hvis man vælter alle ti kegler ved 2 forsøg.
- Sammenfletning sker som regel på 2 veje.
- I stelnumre er 2 VIN-kode for modelår 2002.